# ピエール・ウェボ
ピエール・アチール・ウェボ・クアモ（Pierre Achille Webó Kouamo, 1982年1月20日）は、カメルーン・バフーサム出身の元同国代表サッカー選手。ポジションはFW。
CAオサスナとRCDエスパニョールに所属したウェボは、スペイン1部の舞台で8シーズンに渡りプレーし、227試合48得点を記録した（スペインでは、他に下部のCDレガネスでプレーしていた）。
カメルーン代表としては2003年に初めて選出され、アフリカネイションズカップ2回と2010 FIFAワールドカップでプレーした。
現役引退後の現在は、スュペル・リグのイスタンブール・バシャクシェヒルFKでアシスタントコーチを務めている。

## 経歴

### クラブ

#### 初期

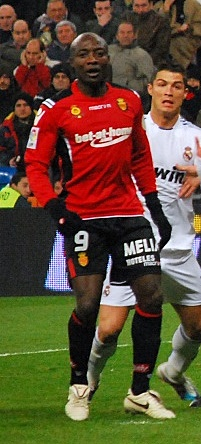
マヨルカでのウェボ

西部州バフーサムに生まれたウェボは、ウルグアイのナシオナル・モンテビデオでプロキャリアを始め、3年の在籍で2度リーグ戦で優勝した。最後の3年目は特にチームにとって重要な選手となり、2002年のコパ・スダメリカーナで得点王に輝いた。
2003年1月にヨーロッパへ移動し、マドリード郊外にある2部のCDレガネスと契約した。

#### CAオサスナ
2003年夏にCAオサスナに移籍し、それから3シーズン目に6得点を挙げた。そのシーズンはリーグで4位になりUEFAチャンピオンズリーグ 2006-07の予選3回戦出場権を獲得するが、ハンブルガーSVに敗れたため本選出場は叶わなかった。2006年夏にはマラリアの治療のためにプレシーズンを棒に振ったが、2006-07シーズンは昨シーズンと同じ31試合に出場した。UEFAチャンピオンズリーグで敗退したことにより出場したUEFAカップ2006-07では準決勝まで勝ち進んだ。ウェボ個人としては、決勝トーナメント2回戦のレンジャーズFC戦セカンドレグで勝ち抜けを決める決勝点を挙げ、準々決勝バイエル・レバークーゼン戦ファーストレグでは途中出場してすぐにチップキックでゴールを奪う活躍を見せた。準決勝のセビージャFC戦ではセカンドレグ終盤にポストを叩くヘディングシュートを放ったものの、得点はならず敗退。この大会で9試合2得点を記録した。

#### RCDマヨルカ
2007年、ディエゴ・トリスタンやマクシミリアーノ・ロペスの退団からストライカー獲得を迫られていたRCDマヨルカに移籍した。すぐさまチームに適応したが、シーズン開幕早々に右足第5中足骨を骨折して全治3ヶ月の怪我を負ったことで1年目の出場機会は僅かなものだったが5得点を挙げた。翌シーズンになると得点王を獲得したダニ・グイサが去ったことで、主に途中出場だったものの出場機会が増え（33試合中24試合が途中出場）、2008年9月28日のラシン・サンタンデール戦で決勝点を挙げるなど5得点を挙げた。2009-10シーズンはチーム2位タイの6得点を決め、チームは5位でUEFAヨーロッパリーグ 2010-11プレーオフの出場権を獲得した。スペイン1部での8シーズンは先発出場と途中出場がちょうど半々くらいであるが、毎シーズン安定して5点前後を決めている。また、ヘディングシュートを得意としており、2007-08シーズンはリーグ戦での4得点中4点を、2008-09シーズンは5得点中2点を、2010-11シーズンは11得点中6点をヘディングで決めている。
2010-11シーズンは降格寸前の苦しいシーズンだったが、ウェボ個人としてはアリツ・アドゥリスが去ったこともあり、今までの控えの状況から一変してレギュラーの座を掴み、キャリア最高の11得点を挙げた。残留に一役買ったこもありシーズン終了後に契約を3年延長したが、8月に入ると個人的な理由から退団を望んだ。

#### トルコ
当初は、トルコのカイセリスポルへ移籍金125万ユーロで加入濃厚だったが、最終的にイスタンブールBBに入団。2011年9月11日の開幕戦・ガラタサライSK戦 (2-0) でデビューした。
2013年1月31日に同じイスタンブールを本拠とする強豪フェネルバフチェSKに移籍金300万ユーロ・3年契約で加入。スィヴァススポル戦でデビューし、初得点を決めたがホームで1-2と敗れた。3月7日のUEFAヨーロッパリーグ・ラウンド16でのFCヴィクトリア・プルゼニ戦 (第1レグ) において唯一の得点を挙げ、勝利に貢献した。
2015年7月24日にオスマンルスポルFKへ移籍。
2017年にガズィアンテプBBへ移籍した。

### 代表
2003年11月にカメルーン代表に初招集された。2006 FIFAワールドカップ・アフリカ予選のコートジボワール戦でハットトリックを決めて勝利したが、順位はコートジボワールにあと一歩及ばず、本大会には出場できなかった。また、同年のアフリカネイションズカップ2006に初出場した。
2009年8月12日、ウィーンで行なわれたオーストリアとの親善試合では前半のみの出場だったが2得点した。2009年7月にポール・ル・グエン監督が就任してから重用されるようになり、2010 FIFAワールドカップ・アフリカ予選の最終予選で6試合中5試合に出場し、本大会進出が懸かった最終節のモロッコ戦で先制点を決めた。予選終了後の親善試合・ケニア戦（アウェー）でも得点した。アフリカネイションズカップ2010では格下相手に先制点を与える試合が続き、準々決勝で敗退した。
2010年5月、2010 FIFAワールドカップに出場するカメルーン代表メンバー23人に選出され、大会開幕直前の6月1日に行われたポルトガル戦では1-3で敗れたもののチーム唯一の得点を決め、6月5日に行われたセルビア戦ではヘディングで2得点するなど好調さを見せていたことから、グループリーグ初戦の日本戦と次のデンマーク戦に先発出場するも得点を挙げることは出来ず、最終的にチームはグループリーグ最下位で敗退した。

## エピソード
2008年9月のデポルティーボ・ラ・コルーニャ戦で、デポルティーボのチームDJのウェボに纏わる発言が話題となった。チームDJは「いこうぜ、マヨルカはウェボ1人のみ、デポルは20のウエボがある」とアナウンスしたのだが、スペイン語でウエボとは卵の意で、俗語では睾丸を意味する。このウェボとウエボを掛けた発言に悪意はなかったものの、審判記録に記載された。

## 所属クラブ
- レアル・デ・バンジュールFC（英語版） 1999-2000
- ナシオナル・モンテビデオ 2000-2002
- CDレガネス 2003
- CAオサスナ 2003-2007
- RCDマヨルカ 2007-2011
- イスタンブールBB 2011-2013
- フェネルバフチェSK 2013-2015
- オスマンルスポルFK 2015-2017
- ガズィアンテプBB 2017-

## 代表歴

### 出場大会
- カメルーン代表
  - 2010 FIFAワールドカップ
  - 2014 FIFAワールドカップ

### 試合数
- 国際Aマッチ 59試合 19得点（2003年-2014年）[20]

| カメルーン代表 | 国際Aマッチ | 国際Aマッチ |
| 年             | 出場        | 得点        |
| -------------- | ----------- | ----------- |
| 2003           | 1           | 0           |
| 2004           | 3           | 0           |
| 2005           | 7           | 6           |
| 2006           | 7           | 2           |
| 2007           | 4           | 2           |
| 2008           | 6           | 0           |
| 2009           | 7           | 3           |
| 2010           | 10          | 4           |
| 2011           | 4           | 0           |
| 2012           | 2           | 0           |
| 2013           | 2           | 1           |
| 2014           | 6           | 1           |
| 通算           | 59          | 19          |

## タイトル

### クラブ
ナシオナル・モンテビデオ
- プリメーラ・ディビシオン : 2001, 2002

フェネルバフチェSK
- テュルキエ・クパス : 2012-13
- スュペル・リグ : 2013-14

### 個人
- コパ・スダメリカーナ得点王 : 2002